# Eacles anchicayensis
Eacles anchicayensis är en fjärilsart som beskrevs av Lemaire 1971. Eacles anchicayensis ingår i släktet Eacles och familjen påfågelsspinnare. Inga underarter finns listade i Catalogue of Life.